# Janiszów (powiat kraśnicki)
Janiszów – wieś w Polsce położona w województwie lubelskim, w powiecie kraśnickim, w gminie Annopol.
Za Królestwa Polskiego istniała gmina Janiszów. W latach 1975–1998 miejscowość należała administracyjnie do województwa tarnobrzeskiego.
Wieś stanowi sołectwo gminy Annopol. Według Narodowego Spisu Powszechnego (III 2011 r.) wieś liczyła  492 mieszkańców. 
Wierni kościoła rzymskokatolickiego należą do parafii św. Andrzeja w Borowie.

## Obóz pracy
W czasie drugiej wojny światowej w roku 1940 powstał w Janiszowie nazistowski obóz pracy przymusowej dla Żydów. W czerwcu tego roku Niemiec Kovalsky, nadzorujący prace przymusowe w okolicy, zażądał stu robotników do obozu pracy w Janiszowie, do prac przy sypaniu wału powodziowego i regulacji Wisły. 7 listopada 1942 oddział partyzancki im. T. Kościuszki wykonał uderzenie ten obóz pracy. W czasie walki polscy partyzanci uwolnili 500 więźniów żydowskich i zabili komendanta obozu Paula Ignora, zdobyli broń, ale przy okazji obrabowali trzymanych w obozie Żydów, którzy łudzili się, że zostali wyzwoleni. Grzegorz Korczyński nie chciał, żeby część więźniów dołączyła do jego oddziału. Sprawa stała się głośna w okolicy. Prawdopodobnie żydowski oddział partyzancki Jana Jaakowa (Jakub) Szelubskiego i Glajchera stanął w obronie więźniów z Janiszowa. Dziewięć dni po tej akcji oddział Korczyńskiego otoczył żydowskich partyzantów i niemal wszystkich wymordował. Przeżył tylko Szelubski i dwóch innych ludzi.